# Wierzchówko
Wierzchówko [vjɛʂˈxufkɔ] là một khu định cư ở khu hành chính của Gmina Wierzchowo, thuộc quận Drawsko, West Pomeranian Voivodeship, ở phía tây bắc Ba Lan. Nó nằm khoảng 2 kilômét (1 mi) về phía đông của Wierzchowo, 24 km (15 mi) về phía đông của Drawsko Pomorskie và 103 km (64 mi) về phía đông của thủ đô khu vực Szczecin.
Trước năm 1945, khu vực này là một phần của Đức. Đối với lịch sử của khu vực, xem Lịch sử của Pomerania.